# Mesothelae
Mesothelae é uma subordem da ordem Araneae que inclui as extintas famílias Arthrolycosidae, Arthromygalidae (o que ainda é debatido) e as famílias viventes Liphistiidae e Heptathelidae[carece de fontes?]. Esta subordem forma um grupo que representa as aranhas mais antigas e primitivas. 

## Descrição
Uma das características que as definem como tal é a presença de segmentação no abdomen (tergitos segmentares dorsais), uma singularidade determinante. Elas possuem dois pares de pulmões foliáceos (o par anterior se junta ao sulco epigástrico, onde se encontra também o epígino), que se apresentam  externamente por quatro fendas (espiráculos) na parte ventral do abdome. Possuem quelíceras ortognatas (que se movem apenas no plano longitudinal) e quatro pares de fieiras.

## Distribuição
As espécies fósseis possuem ampla distribuição, já espécimes de Liphistiidae podem ser encontrados em Myanmar, Tailândia, na Península da Malásia e em Sumatra. Já membros de Heptathelidae podem ser encontrados na China, Vietnã e Japão.